# پناهگاه حیوانات بابلسر

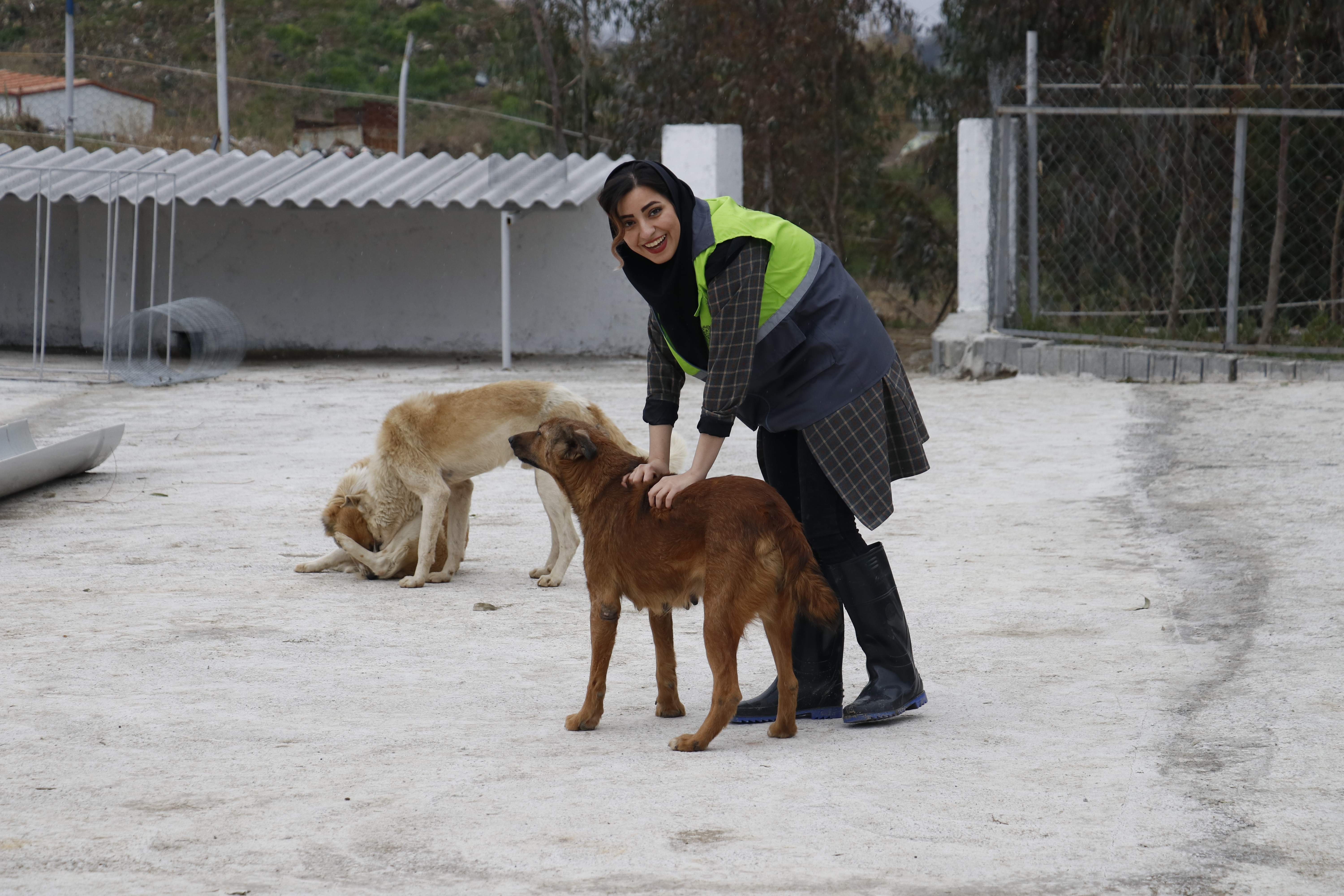

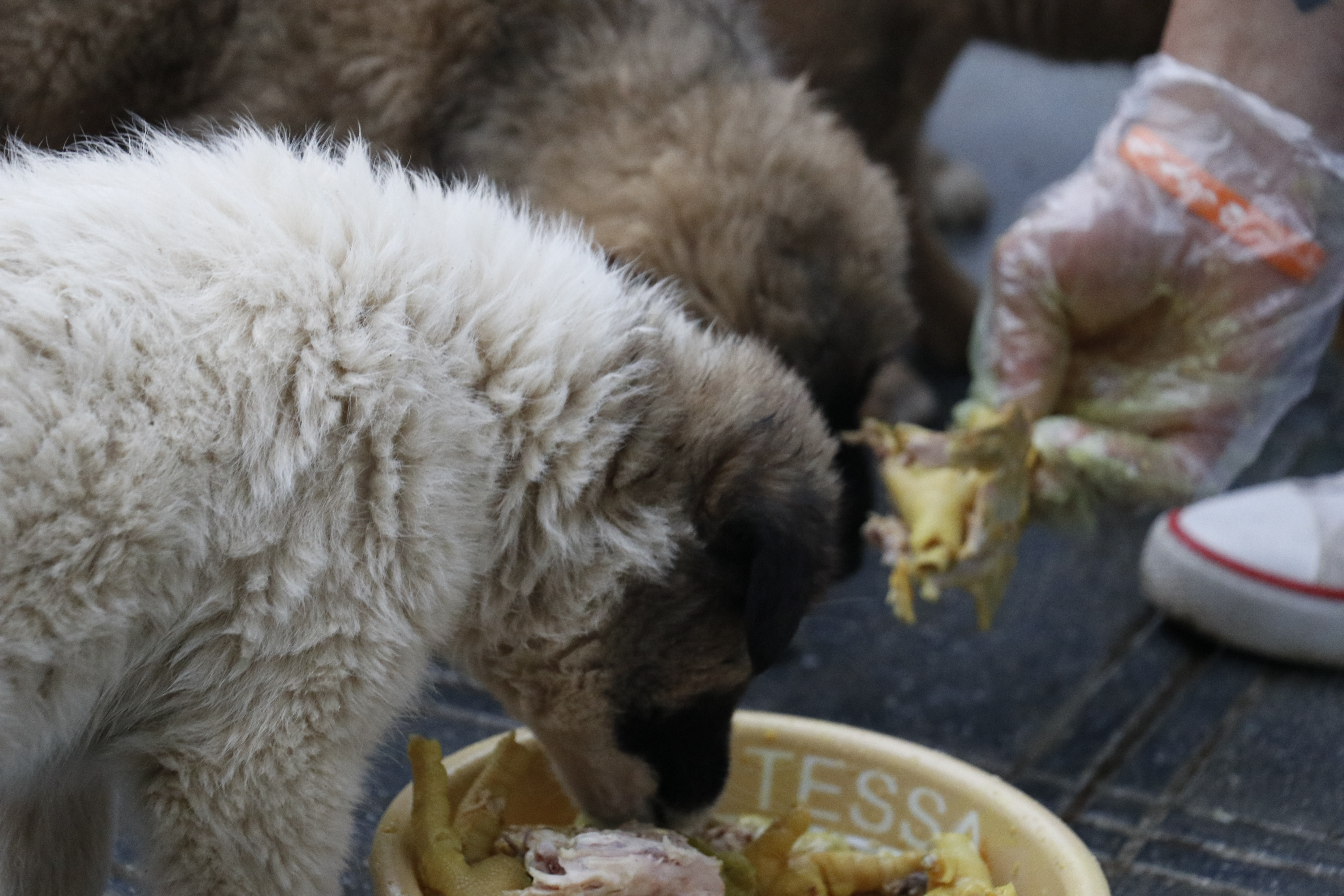

در تابستان ۱۳۹۸ با تصویب شورای اسلامی شهر بابلسر و طبق نامه شماره ۹۶۴ به شهرداری بابلسر، جمع‌آوری و ساخت پناهگاه و عقیم‌سازی سگ‌های بی سرپرست در دستور کار کمیسیون زیباسازی، المان‌های شهری و فضای سبز قرار گرفت و با تخصیص زمین از طرف شهرداری وکمک‌های خیرین، ساخت پناهگاه و نقاهتگاه مهر بابلسر به ابعاد ۱۲۰۰ متر و ظرفیت نگهداری ۴۰۰ الی ۵۰۰ حیوان آماده بهره‌برداری گردید؛ و در ۱۹ بهمن ۱۳۹۸ افتتاح گردید. هدف تلاش ما در جهت تبدیل محیط اطرافمان به محلی شایسته‌تر برای زندگی در پناه همزیستی انسان و حیوان است. فرهنگسازی و آگاهی بخشی به مردم در راستای حمایت از حیوانات راه اصلی رسیدن ما به این هدف است.
از مرداد ماه سال ۱۴۰۲ پناهگاه مهر شهرداری بابلسر، با نام جدید مرکز نگهداری از حیوانات پناه فعالیت و رسالت خود را ادامه می دهد.